# Nová Sídla
Nová Sídla là một làng thuộc huyện Svitavy, vùng Pardubický, Cộng hòa Séc.